# Diádromo
Diádromo é a migração de algumas espécies animais da água doce para a água salgada, ou vice-versa, visando por exemplo a reprodução. Quando da água doce para a salgada é chamado catádromo e o contrário é chamado anádromo.

## Tipos
- anádromo – para os animais que vivem geralmente no mar, mas se reproduzem em água doce, como o salmão;
- catádromo – para os animais que vivem em água doce, mas se reproduzem no mar, como a enguia; e
- anfídromo – para os animais que mudam o seu habitat de água doce para salgada durante a vida, mas não para se reproduzirem (normalmente por razões fisiológicas, ligadas à sua ontogenia).